# Mezőszilas
Mezőszilas es un pueblo en el condado de Fejér, Hungría.